# Rhodochaete
Rhodochaete, monotipski rod crvenih algi smješten u vlastitu porodicu i red, dio poddivizije Proteorhodophytina. Jedini predstavnik je mrska vrsta R. pulchella